# Snowden (film)
Snowden is een Amerikaanse biografische film uit 2016 die geregisseerd werd door Oliver Stone. De politieke thriller, die gebaseerd werd op de boeken The Snowden Files en Time of the Octopus, vertelt het levensverhaal van klokkenluider Edward Snowden. De hoofdrollen worden vertolkt door Joseph Gordon-Levitt, Shailene Woodley, Melissa Leo en Zachary Quinto.

## Verhaal
Edward Snowden werkt in dienst van de National Security Agency (NSA). Wanneer hij ontdekt dat de organisatie op illegale wijze persoonlijke informatie van burgers verzamelt, lekt hij in juni 2013 geheime documenten aan de Britse krant The Guardian.

## Rolverdeling
| Acteur               | Personage             |
| -------------------- | --------------------- |
| Joseph Gordon-Levitt | Edward Joseph Snowden |
| Shailene Woodley     | Lindsay Mills         |
| Melissa Leo          | Laura Poitras         |
| Zachary Quinto       | Glenn Greenwald       |
| Tom Wilkinson        | Ewen MacAskill        |
| Scott Eastwood       | Trevor James          |
| Logan Marshall-Green | Male Drone Pilot      |
| Timothy Olyphant     | CIA-agent Geneva      |
| Ben Schnetzer        | Gabriel Sol           |
| Lakeith Stanfield    | Patrick Haynes        |
| Rhys Ifans           | Corbin O’Brian        |
| Nicolas Cage         | Hank Forrester        |
| Joely Richardson     | Janine Gibson         |
| Edward Snowden       | Als zichzelf          |